# Церковь Казанской иконы Божией Матери (Запутное)
Церковь Казанской иконы Божией Матери — приходской храм Ликино-Дулёвского благочиния Балашихинской епархии Русской православной церкви в деревне Запутное Московской области, построенный в 1904 году. Здание церкви является объектом культурного наследия и находится под охраной государства. В настоящее время храм действует, ведутся богослужения.

## История храма
Деревня Запутное раньше принадлежала Рязанской губернии, и находилась в Егорьевском уезде, в Старовасилевской волости. Стоял населённый пункт за железной дорогой по дороге в Шатуру на Владимировском тракте.
Жители деревни были православными. Две семьи в общине крестьян госпожи Ухтомской правда имели отношение к «хлыстовщине» - беспоповщинской секте. Населённый пункт принадлежал приходу храма Знамения Пресвятой Богородицы в селе Знаменское в 9 вёрстах от деревни.
В 1896 году крестьянам было разрешено возвести кладбищенскую деревянную церковь на земле, пожертвованной егорьевским купцом Иваном Трофимовичем Лебедевым. В 1899 году по духовному завещанию саратовского мещанина Игнатия Гавриловича Московского было назначено 4000 рублей на окончание постройки церкви при деревне Запутной.
В 1899 году благочинным 2-го округа Егорьевского уезда священником Василием Бобровым был освящён новый храм в деревне Запутное. В 1902 году по духовному завещанию вдовы саратовского купца Матроны Афанасьевны Московской была определена сумма в 300 рублей на вечное поминание Игнатия и Матроны.
В 1903 году были освящены два придела в каменной церкви деревни Запутное. Деревянный храм подвергся пожару и выгорел, а на полученную страховую выплату был сооружён временный молитвенный дом, который был отстроен к 1906 году. Он сохранился до нашего времени, и расположен к северо-западу от каменного храма. В советское время здесь находился детский сад, потом предоставили жильё для учителей.
В 1912 году при церкви служил священник Василий Иванович Перлов. Причт состоял из священника и псаломщика.
В Запутном в 1912-1914 годах была завершена постройка ныне существующей каменной церкви Казанской иконы Божией Матери.
В 1927 году храм был закрыт и долгие годы находился в запустении. Утрачены главка и завершение колокольни, был пробит свод и в самой церкви, сильно разрушены перекрытия в трапезной, церковная ограда и каменная часовня также подверглись разрушению. По указанию председателя местного колхоза Егора Ивановича Кулакова церковь была погромлена, а иконы сожжены, часть реликвий и утвари местные верующие жители разобрали по домам на сохранение.
В здании храма стали хранить зерно, затем был обустроен военный склад, позже склад удобрений. В дальнейшем обветшавшее строение было заброшено и разворовано, жители унесли деревянные двери, взломали пол и унесли доски. В 1960-х годах главка обрушилась после удара молнии.
Дом священника до сегодняшнего дня стоит рядом с колокольней храма.
По рассказам местных жителей, в 1924 году был убит священник запутнинской церкви отец Михаил. Похоронен около двух берёз на кладбище с северной стороны храма.

## Современное состояние
В 2006 году церковь возвращена верующим. Настоятелем храма был назначен настоятель Иоанно-Богословского храма города Дикино-Дулёво протоиерей Олег Пэнэжко. В ходе первого строительного сезона были расчищены от мусора своды, заделаны в сводах дыры, вставлены окна и двери, проведено электричество, сооружены стропила и обрешётка, храм накрыт крышей из оцинкованного железа, построена лестница на колокольню и настелен пол. К началу второго строительного сезона, в мае 2007 года, были установлены купола на храм и колокольню. Процесс восстановления продолжается.
Казанский храм является памятником архитектуры регионального значения на основании постановления Правительства Московской области «Об утверждении списка памятников истории и культуры» № 84/9 от 15.03.2002 г.